# تتريس (فلم)
تتريس (بالإنجليزية: Tetris) هو فيلم سيرة ذاتية من إخراج جون إس. بيرد وبطولة تارون إيجرتون، نيكيتا يفريموف، روجر علام وأنتوني بويل. من المقرر عرض الفيلم على منصة أبل تي في +.